# 지지 (1958년 영화)
《지지》(영어: Gigi)는 1958년 개봉한 미국의 뮤지컬 로맨틱 코미디 영화이다. 빈센트 미넬리가 감독을 맡았으며, 콜레트의 동명 중편 소설이 원작이다. 
1959년 제31회 아카데미상에서 작품상, 감독상, 각색상, 촬영상, 편집상, 미술상, 의상상, 음악상, 주제가상 총 9개 부문을 수상하였다. 또한 제16회 골든 글로브상에서 감독상, 여우조연상, 뮤지컬 영화 작품상 등 총 3개 부문을 수상하였다.
1991년 미국 국립영화등기부에 등재되었다.

## 줄거리
이 영화는 20세기 전환기의 벨 에포크 시대인 1900년을 배경으로 한다. 불로뉴 숲에서 오노레 라샤유는 파리에서 결혼은 조카 가스통처럼 삶에 지루해하는 부유한 방탕아에게 유일한 선택이 아니라고 말한다. 가스통은 마담 알바레즈와 그녀의 손녀인 조숙하고 자유분방한 질베르트("지지"라고 애칭되는)와 시간을 보내는 것을 즐긴다. 지지의 어머니(화면에는 보이지 않고 목소리만 들리는 가수)는 지지를 대부분 마담 알바레즈에게 맡긴다.
"가족 전통"에 따라 마담 알바레즈는 지지를 정기적으로 그녀의 여동생이자 지지의 큰이모인 알리시아에게 보내 부유한 남성들의 첩, 즉 코티즌으로 양성한다. 지지는 올바른 에티켓과 매력을 배우지만, 남자와 정부 사이의 사소한 사랑을 경멸한다. 그녀는 오빠나 젊은 삼촌처럼 여기는 가스통과 즐거운 시간을 보내는 것을 선호한다.
그의 삼촌처럼 가스통은 파리 사교계에서 유명한 부유한 바람둥이다. 그의 최근 정부가 스케이트 강사와 바람을 피우자 가스통은 그녀를 공개적으로 망신시키고, 그 결과 그녀는 거짓 자살 시도를 한다. 가스통은 시골로 도피할 계획이지만, 그의 삼촌은 그가 파리에 남아 더 많은 파티에 참석할 것을 주장한다.
가스통과 카드 게임을 하던 지지는 가스통이 지면 주말에 자신과 할머니를 바닷가로 데려가야 한다고 내기한다. 가스통은 내기에서 지고, 세 사람은 트루빌로 여행한다. 가스통과 지지가 함께 즐거운 시간을 보내는 동안, 오노레와 마담 알바레즈는 예상치 못하게 재회하여 한때 열정적이었던 그들의 관계를 회상한다.
가스통이 몬테카를로로 갈 때, 큰이모 알리시아와 마담 알바레즈는 지지를 가스통의 정부로 만들 계획을 세운다. 처음에는 회의적이었지만, 마담 알바레즈는 가스통이 돌아오기 전에 지지를 집중적으로 훈련시키는 데 동의한다. 지지는 이것을 운명으로 받아들인다.
가스통이 돌아오자, 지지가 새로운 여성스러운 드레스를 자랑하자 그는 불편해한다. 가스통은 드레스를 모욕하며, 그녀의 어린 시절 옷을 선호한다. 지지는 그의 옷 취향을 비웃는다. 기분이 상한 가스통은 뛰쳐나가고, 곧 자신의 어리석음을 깨닫고 사과하러 돌아온다. 그는 지지를 저수지에서 차 마시러 데려가겠다고 제안하지만, 마담 알바레즈는 동행자 없이 지지가 그와 함께 대중 앞에 나타나는 것이 그녀의 명성을 손상시킬 수 있다고 말한다.
화가 난 가스통은 다시 뛰쳐나간다. 그는 지지에 대해 생각하며 그녀에게 로맨틱한 욕망이 생겼음을 깨닫는다. 어린 나이 때문에 망설였지만, 가스통은 지지를 사랑한다는 것을 깨닫는다. 그는 지지를 그의 정부로 만들기 위해 마담 알바레즈와 알리시아 이모에게 관대한 "사업 제안"을 한다. 지지는 거절하며, 자신은 유명해지는 것을 바라지 않고, 결국 그에게 버림받아 다른 남자의 정부가 될 뿐이라고 가스통에게 말한다. 그녀는 그들의 관계가 플라토닉하게 유지되기를 원하지만, 가스통이 자신이 그녀를 사랑한다고 고백하자 지지는 경악한다. 그녀는 가스통이 자신을 사랑한다고 주장하면서도 이런 제안을 하는 것은 사악한 남자라고 외치며 울면서 방을 뛰쳐나간다. 가스통은 마담 알바레즈에게 자신의 타락한 생활 방식을 지지에게 노출시킨 것에 대해 질책하고는 떠난다. 지지는 나중에 가스통을 불러 그와 함께 있는 것이 그 없이 있는 것보다 덜 비참할 것이라며, 제안에 동의한다.
두 사람은 막심 레스토랑으로 간다. 지지는 그의 정부로서 완벽하게 행동하지만, 이는 가스통을 불쾌하게 한다. 그는 지지의 사교계 가십에 대한 지식에 불편해한다. 그녀에게 값비싼 에메랄드 팔찌를 선물한 후, 그는 자신들에게 쏟아지는 끊임없는 시선에 점점 더 불편함을 느낀다. 오노레는 가스통에게 새로운 정부를 축하하며 지지는 너무나 매력적이어서 몇 달 동안 그를 즐겁게 해줄 것이라고 말한다.
가스통은 삼촌의 말에 너무나 역겨워서 지지를 레스토랑에서 집까지 한마디도 하지 않고 끌고 간다. 지지는 무엇이 잘못되었는지 이해하지 못하고 울고 저항한다. 지지를 울면서 집에 데려다준 후, 그는 파리의 어두운 거리를 침묵 속에서 헤매다가 결국 돌아와 마담 알바레즈에게 지지와의 결혼을 청한다.
마지막 장면은 불로뉴 숲에서 마차에 타는 가스통과 지지를 자랑스럽게 가리키는 오노레 라샤유로 돌아온다. 우아하고 아름다우며 행복하게 결혼한 모습이다.

## 출연진
- 레슬리 카롱
- 모리스 슈발리에
- 루이 주르당
- 허마이어니 깅골드
- 에이바 가보
- 자크 베르주라크
- 이저벨 진스
- 존 애벗

## 기타 제작진
- 미술·의상: 세실 비턴